# Петров, Владимир Викторович (хоккеист)
Владимир Викторович Петров (род. 9 декабря 1983) — российский хоккеист, нападающий.
Воспитанник петербургского СКА. С сезона 1999/2000 стал играть за «СКА-2», в следующем сезона дебютировал за СКА в чемпионате России, проведя одну игру. В сезоне 2002/03 провёл 46 матчей. Играл за «Спартак» СПб (2004/05 — 2006/07), «Питер» (2006/07), «Титан» Клин (2006/07, 2008/09 — 2009/10), ЦСК ВВС (2007/09).